# 神代文字の一覧
神代文字の一覧（かみよもじのいちらん）は、神代から日本に伝わるという神代文字の一覧。
吾郷(1975)および原田(2007)における表記を右側に示した。左側と同じ場合は省略。竹内文書のみに伝わる文字は「竹内」と書く。なお、成立時期が不明なため五十音順としている。「神代文字」の定義など、詳しくは神代文字を参照のこと。

## 一覧
- 阿祖山文字 - アソヤマモジ（吾郷）『富士宮下文書』の「古代文字」（原田）
- 天名地鎮 - アナイチモジ（吾郷）アナイチ文字（原田）
- 阿比留草文字 - アヒルクサモジ（吾郷）日文草書（原田）
- 阿比留文字 - アヒルモジ（吾郷）日文真字（原田）
- 天越根数文字（あめこしねかずもじ） - 竹内。
- 阿波文字 - アワモジ（吾郷）
- 出雲文字 - イヅモモジ（吾郷）
- 斎部文字 - イムベモジ（吾郷）忌部文字（原田）
- 春日文字 - カスガモジ（吾郷）『九鬼文書』の神代文字（原田）
- カタカムナ文字 - カミツモジ（吾郷）カタカムナの文字（原田）
- 吉備文字 - キビモジ（吾郷）
- クイボク文字 - 竹内。
- 杵楔文字（きねくさびもじ） - 竹内。
- 楔文字 - いわゆる楔形文字に似た形の文字。
- 肥人之字 - 「釈日本紀」で言及された文字。
- 惟足文字 - コレタリモジ（吾郷）コレタリ文字（原田）
- サカリヒミ文字 - 竹内。
- 竜文字（たつもじ） - 竜体文字ともいう。竹内。
- 種子文字（たねこもじ） - タネマキ文字、イスキリス文字とも言う。
- 種子草文字 - 「神字日文伝」に登場する文字。中臣氏の祖である天種子命の作と伝わる。
- 筑紫文字 - ツクシモジ（吾郷）　古墳の壁画という意見もある。
- 対馬文字 - ツシマモジ（吾郷）対馬卜兆文字（原田）
- 豊国文字 - トヨクニモジ（吾郷）
  - 上記（うえつふみ） - 豊国文字で記された文書
- 中臣文字 - ナカトミモジ（吾郷）
- 南朝文字 - 南朝古字（吾郷）南朝伝神代文字（原田）
- ヒスミエ文字 - 竹内。
- ヒタラ文字 - 竹内。
- ヒフ文字 - 竹内。
- 北海道異体文字 - アイノモジ（吾郷）アイヌ文字（原田）
- 物部文字 - モノノベモジ（吾郷）
- 守恒文字 - モリツネモジ（吾郷）モリツネ文字（原田）
- ヲシテ - ホツマモジ（吾郷）ヲシデ（原田）
  - ヲシテ文献 - ヲシテの用いられる文献
  - ホツマツタヱ - ヲシテで記された文書
  - ミカサフミ - 上に同じ
  - フトマニ - 上に同じ
- 琉球古字 - 琉球で占いに使う。神谷由道が「琉球の古代文字」と発表。
- わらび文字 - 竹内。
- 龍体文字